# Giardini Botanici di Lipsia
I giardini botanici di Lipsia (in tedesco Leipziger Botanische Gärten o Botanischer Garten der Universität Leipzig), sono un orto botanico vasto 3,5 ettari, gestito dall'Università di Lipsia e situato in Linnéstraße 1 a Lipsia, Germania. È il più antico orto botanico della Germania e tra i più antichi del mondo.

## Storia
I giardini botanici di Lipsia risalgono almeno al 1542, anche se cambiarono più volte l'ubicazione.
Furono costituiti poco dopo la riforma dell'università del 1539, quando Maurizio I, Elettore di Sassonia, donò il monastero domenicano di St. Pauli. Nel maggio 1543, il preesistente giardino monastico, posto sul lato settentrionale della Paulinerkirche, fu convertito ad hortus medicus.
Questo primo orto botanico fu distrutto nel corso della guerra dei trent'anni; nel 1648 l'Università di Lipsia acquistò un nuovo sito (ora Grimmaische Strasse), dove nel 1653 creò il suo secondo orto botanico.
Nel 1807, l'orto botanico fu trasferito alle fondazioni delle Pleißemühlgraben, dove dopo il 1840 si edificarono le serre. 
Nel 1857 nei giardini erano coltivate più di 10.000 specie, delle quali 4.500 erano coltivate nelle serre.
Negli anni 1876-1877, a seguito della decisione di edificare un tribunale sul suo sito, i giardini furono nuovamente trasferiti per giungere all'attuale ubicazione, a sudest di Lipsia.
La superficie iniziale di quest'area era di 2,8 ettari; nel 1895 fu estesa, cosicché le nuove serre (1232 m²) erano larghe più del doppio rispetto a quelle del sito precedente.
Durante la seconda guerra mondiale l'orto botanico andò completamente distrutto e le rovine dell'Istituto di Botanica furono poi demolite e colmate con macerie.
Nel 1954, gli edifici espositivi erano stati restaurati, ma le difficoltà economiche degli anni '80 portarono alla chiusura di alcune serre.
Dopo la riunificazione delle due Germanie, L'Orto botanico furono completamente rinnovati (1992-2004), con la creazione di una nuova serra delle farfalle nel 1996 e la costruzione di cinque nuove serre negli anni 1999-2000.

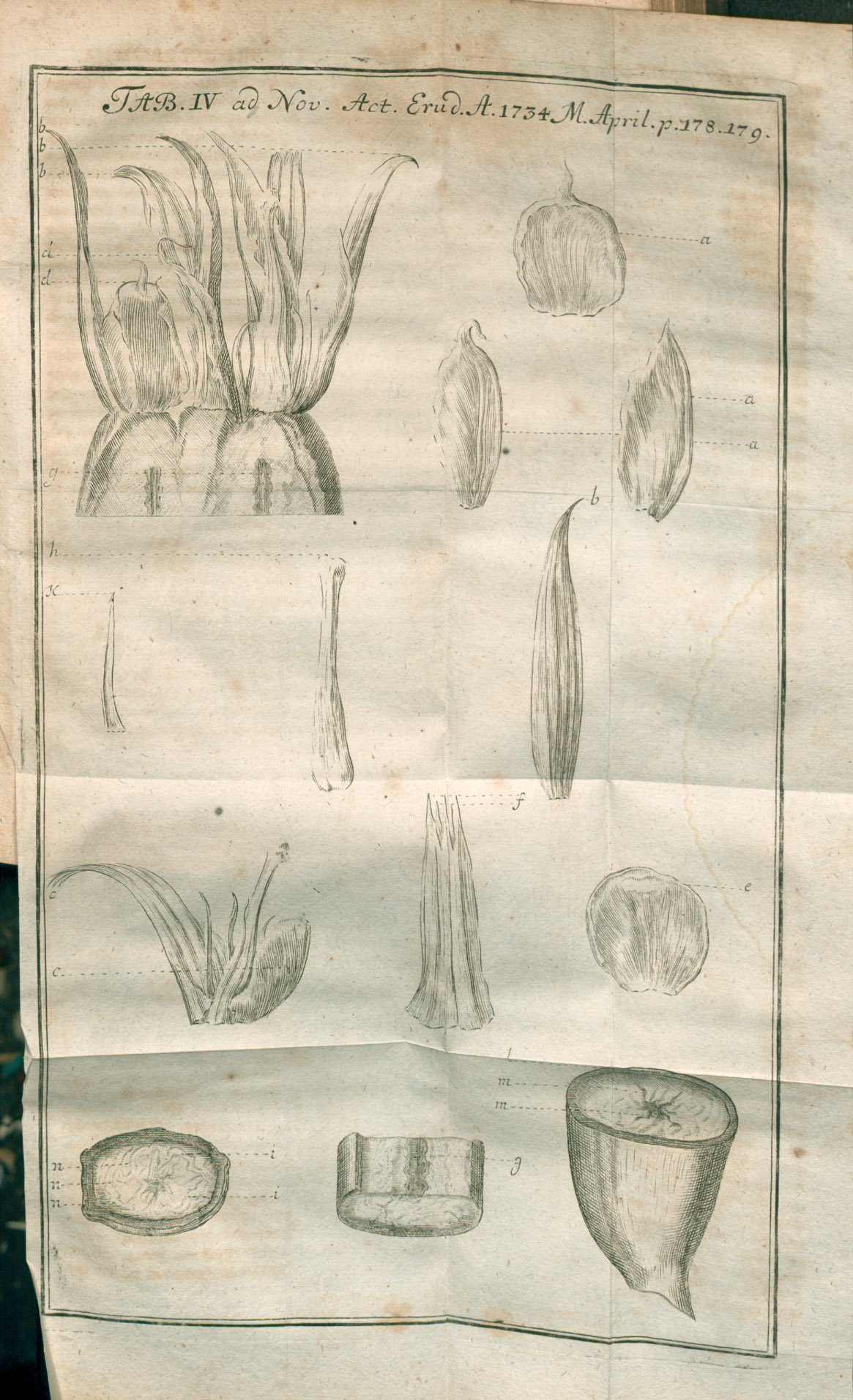
Illustrazione dagli Acta Eruditorum del 1734 relativa a un articolo sull'orto botanico e le sue piante

## Descrizione
Oggi l'orto botanico ospita circa 7.000 specie, delle quali quasi 3.000 specie sono incluse in 10 collezioni speciali.
Include un dipartimento di sistematica, la disposizione per provenienza geografica delle piante dalle steppe dell'Europa orientale e dell'Asia, dalle foreste dell'emisfero boreale, dalle praterie e dalla parte orientale del Nord America, come anche una palude e uno stagno con flora regionale e un giardino alpino, che contiene piante dell'Asia, dell'Europa e del Sud America. 
Le sue serre (area totale pari a 2,400 m²) contengono piante provenienti dalle aree subtropicali e tropicali del bacino mediterraneo, dell'Africa, dell'America Centrale e dell'Australia.